# 석산로 (인천)
석산로(Seoksan-ro)는 인천광역시 미추홀구 주안동에서 남동구 간석동까지 이르는 인천광역시도로, 총 연장은 2.460km이다. 도로의 명칭이 유래된 것은 중간에 간석동을 지나는 도로로, 돌산이 있었다는 유래에서 반영되었다.

## 역사
- 2009년 7월 6일 : 도로명으로 석산로를 고시

## 주요 경유지
- 미추홀구 : 주안6동
- 남동구 : 간석1동 - 간석2동

## 접촉하는 도로
- 주안로
- 경인로 (국도 제42호선, 국도 제46호선)
- 문화로
- 예술로
- 남동대로
- 용천로
- 호구포로

## 철도 연계역
- ● 수도권 전철 1호선 : 간석역

## 주요 건물 및 시설
- 의성프라자 (석산로 3/간석동 394-3)
- 영빈빌딩 (석산로 5/간석동 394-14)
- 주안6동 제2공영주차장 (석산로 8/주안동 45)
- 뉴스타빌딩 (석산로 12/주안동 49-1)
- 우제빌딩 (석산로 13/간석동 395-29)
- 삼도빌딩 (석산로 17/간석동 395-27)
- 간석마을 풍림아이원아파트 (석산로 35/간석동 935)
- 한빛프라자 (석산로 36/주안동 890-1)
- 솔샘몬테소리유치원 (석산로 38/주안동 1618)
- 두산주상복합아파트 (석산로 42/주안동 892-1)
- 하늘채 (석산로 69/간석동 547-5)
- 대종빌딩 (석산로 72/간석동 498)
- 삼성디지털프라자 (석산로 77/간석동 546-12)
- 한일자동차공업사 (석산로 98/간석동 456-2)
- 대우빌라 (석산로 108/간석동 458-3)
- 성우연립 (석산로 114/간석동 417-9)
- 월드카25시 (석산로 118/간석동 342-1)
- 베스트빌딩 (석산로 123/간석동 339-4)
- 새마을금고회관 (석산로 125/간석동 337-5)
- 금호센터프라자 (석산로 135/간석동 302-6)
- 금호어울림마을아파트 (석산로 138/간석동 938-1)
- 오성빌딩 (석산로 143/간석동 285-7)
- 간석래미안자이 상가 1동 (석산로 156/간석동 939-1)
- 간석래미안자이 상가 2동 (석산로 166/간석동 939-1)
- 동양스포츠센타 (석산로 171/간석동 153-8)
- 간석래미안자이 상가 3동 (석산로 172/간석동 939-1)
- 정문프라자 (석산로 175/간석동 153-6)
- 간석지구대 (석산로 176/간석동 939-1)
- 창운빌딩 (석산로 181/간석동 153-3)
- 정원빌딩 (석산로 186/간석동 143-4)
- 일전주택 (석산로 192/간석동 142-13)
- 정도타워빌 (석산로 201/간석동 138-10)
- 씨엠하우스 (석산로 220/구월동 7-80)
- 호진다온채 (석산로 230/구월동 3-10)
- 다옴주택 B동 (석산로 240/구월동 1247-52)
- 다옴주택 A동 (석산로 242/구월동 1247-54)
- 동선빌딩 (석산로 248/구월동 1248-34)

## 사진

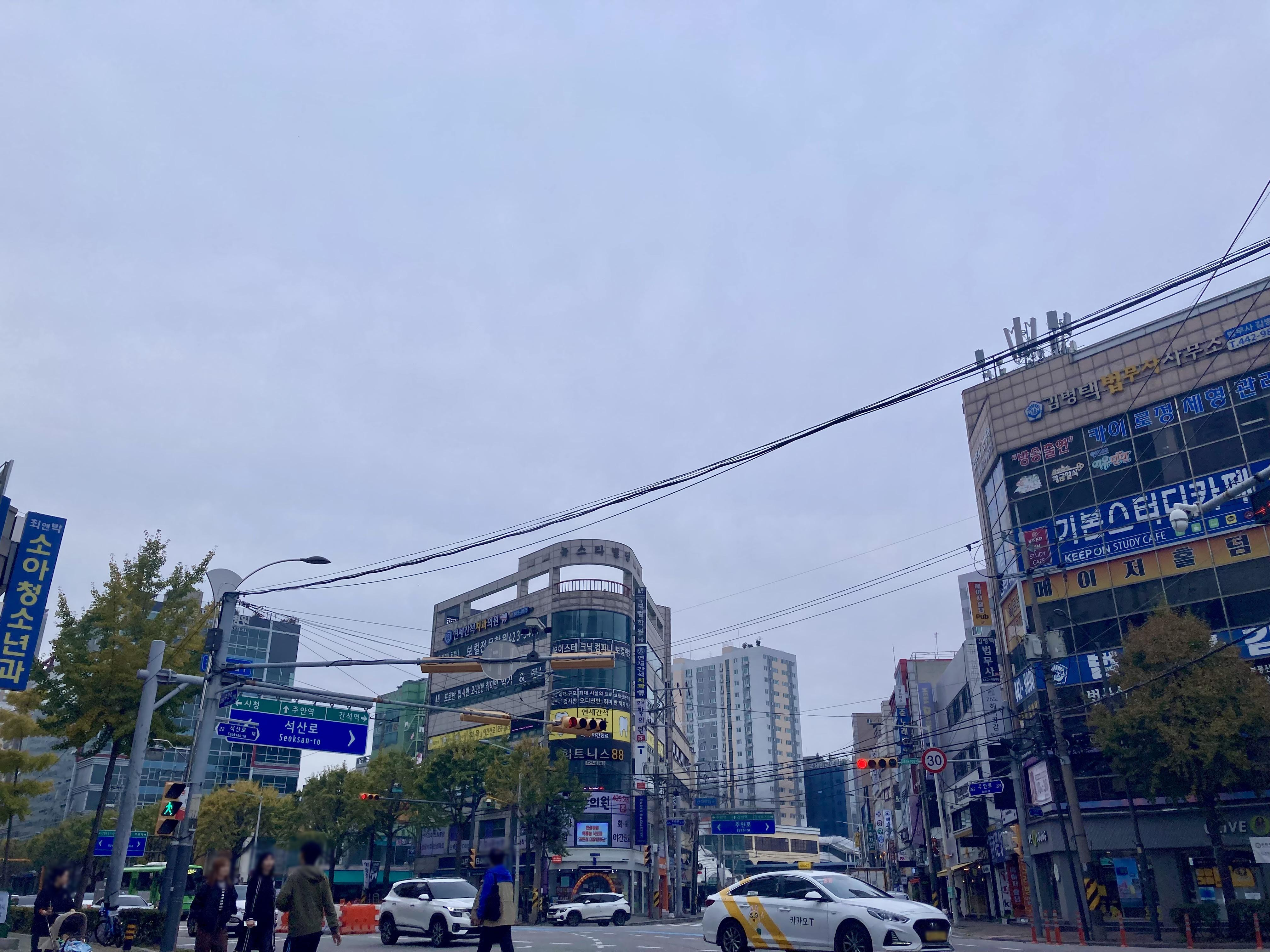
석산로 풍경
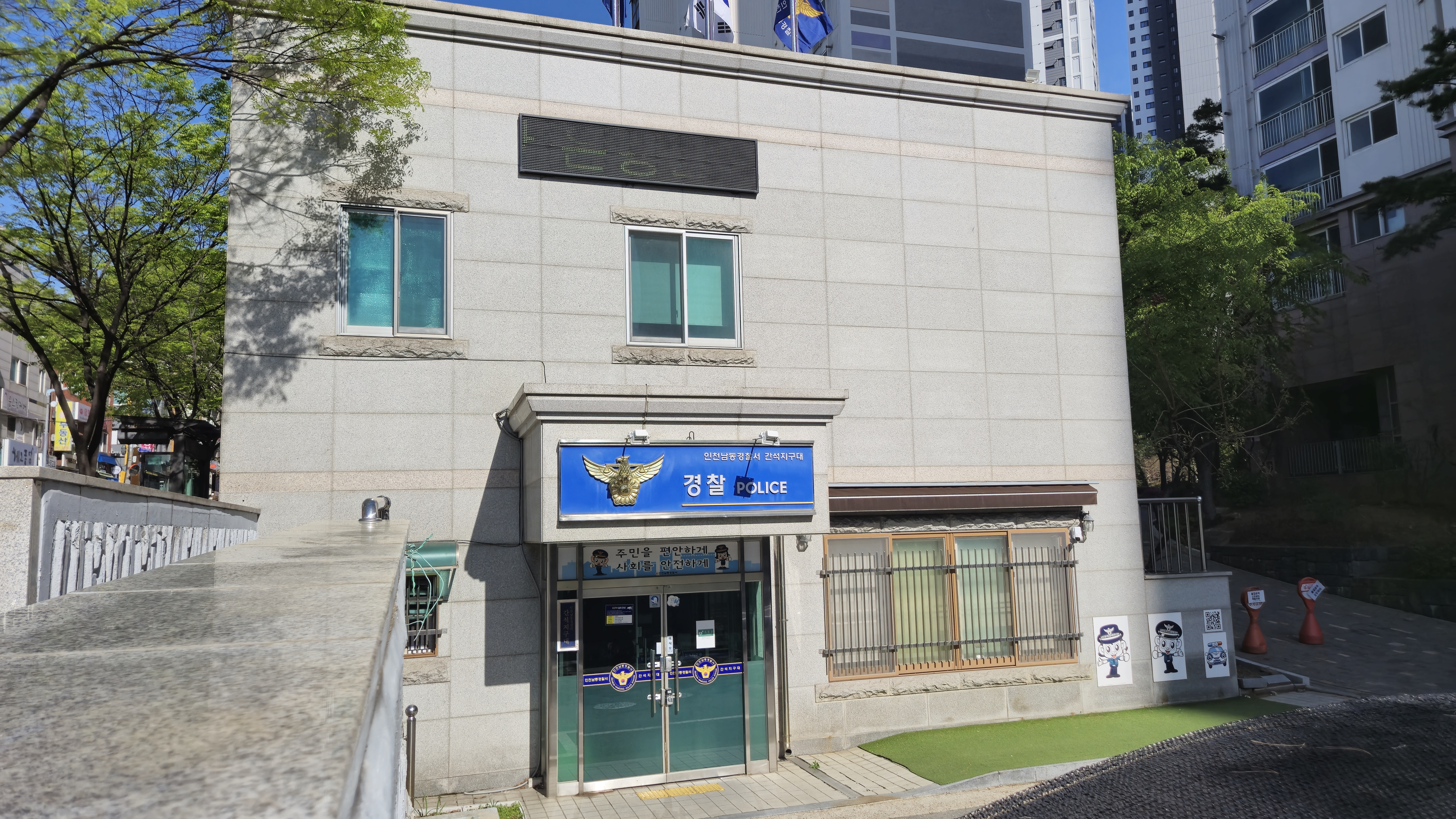
간석지구대
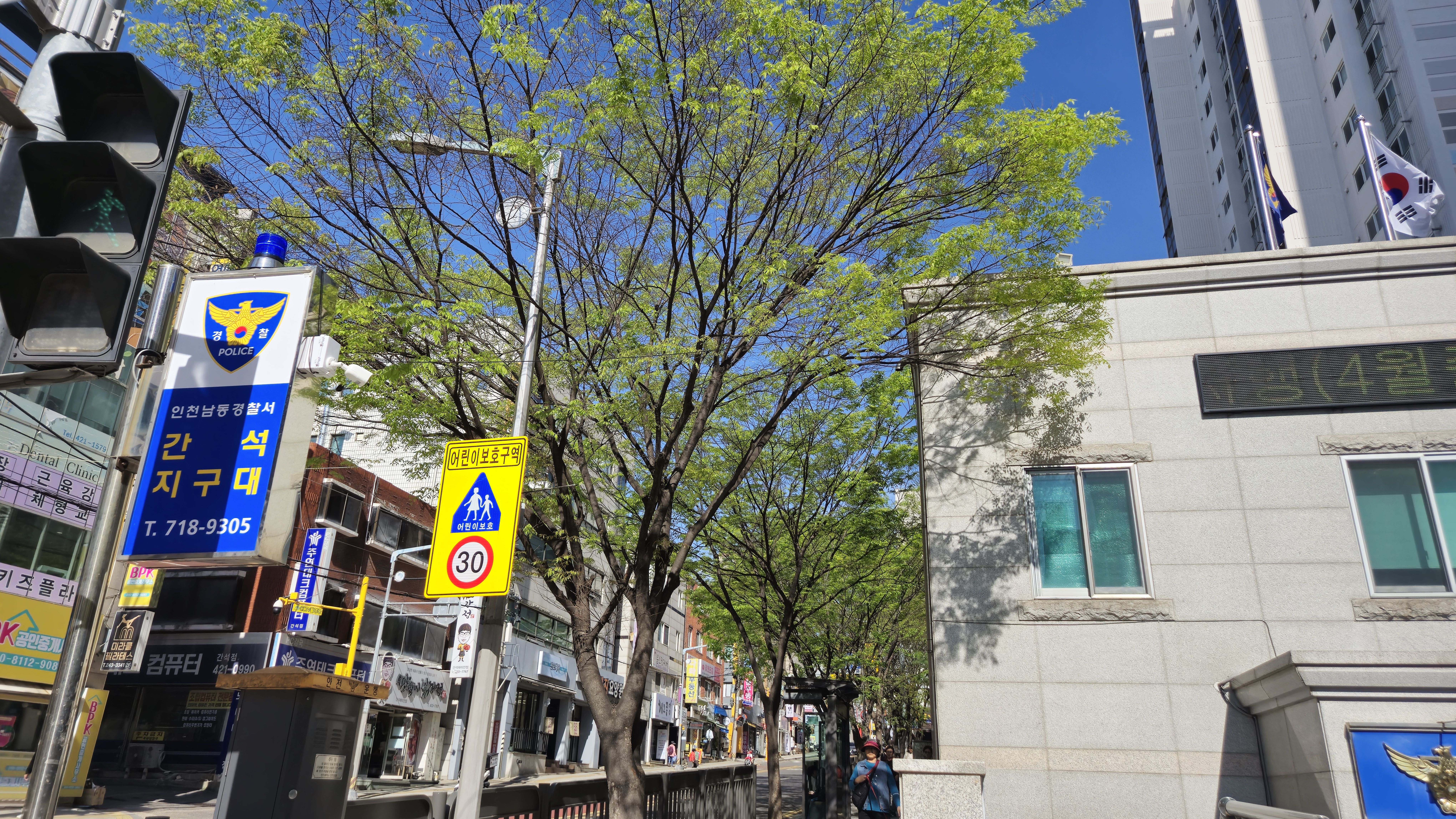
간석지구대와 석산로
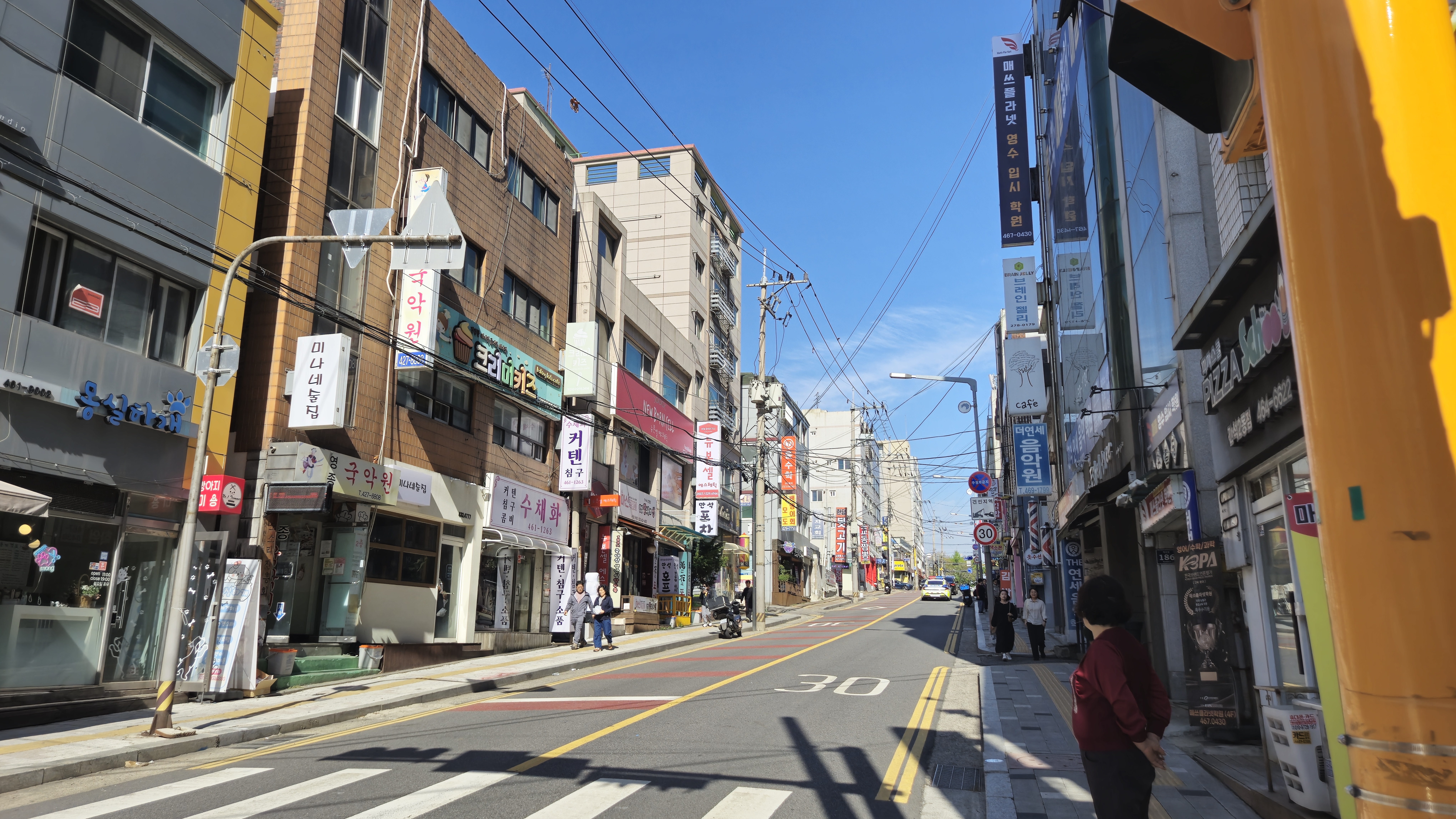
용천로 올라서는 길
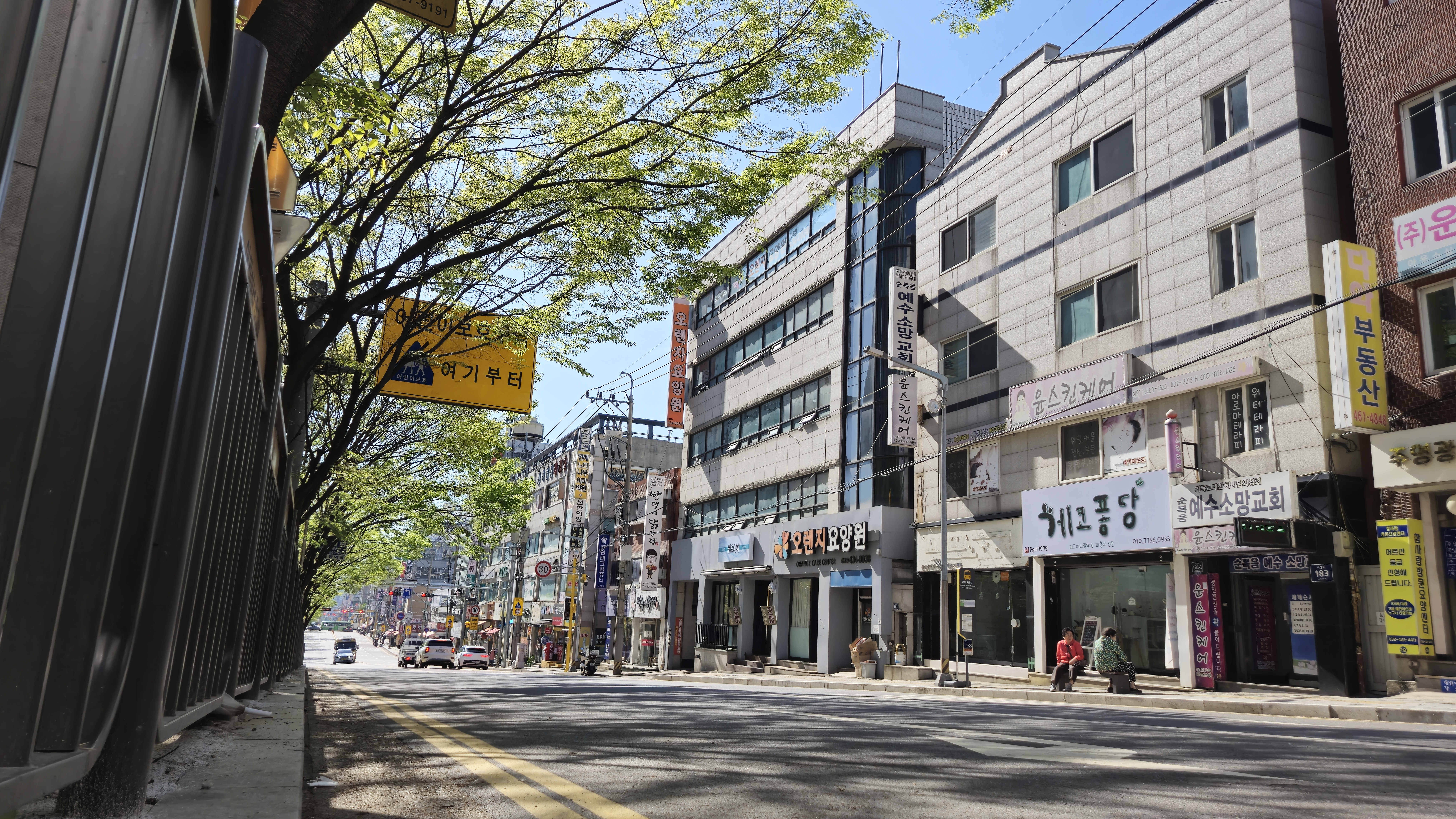
석산로 풍경
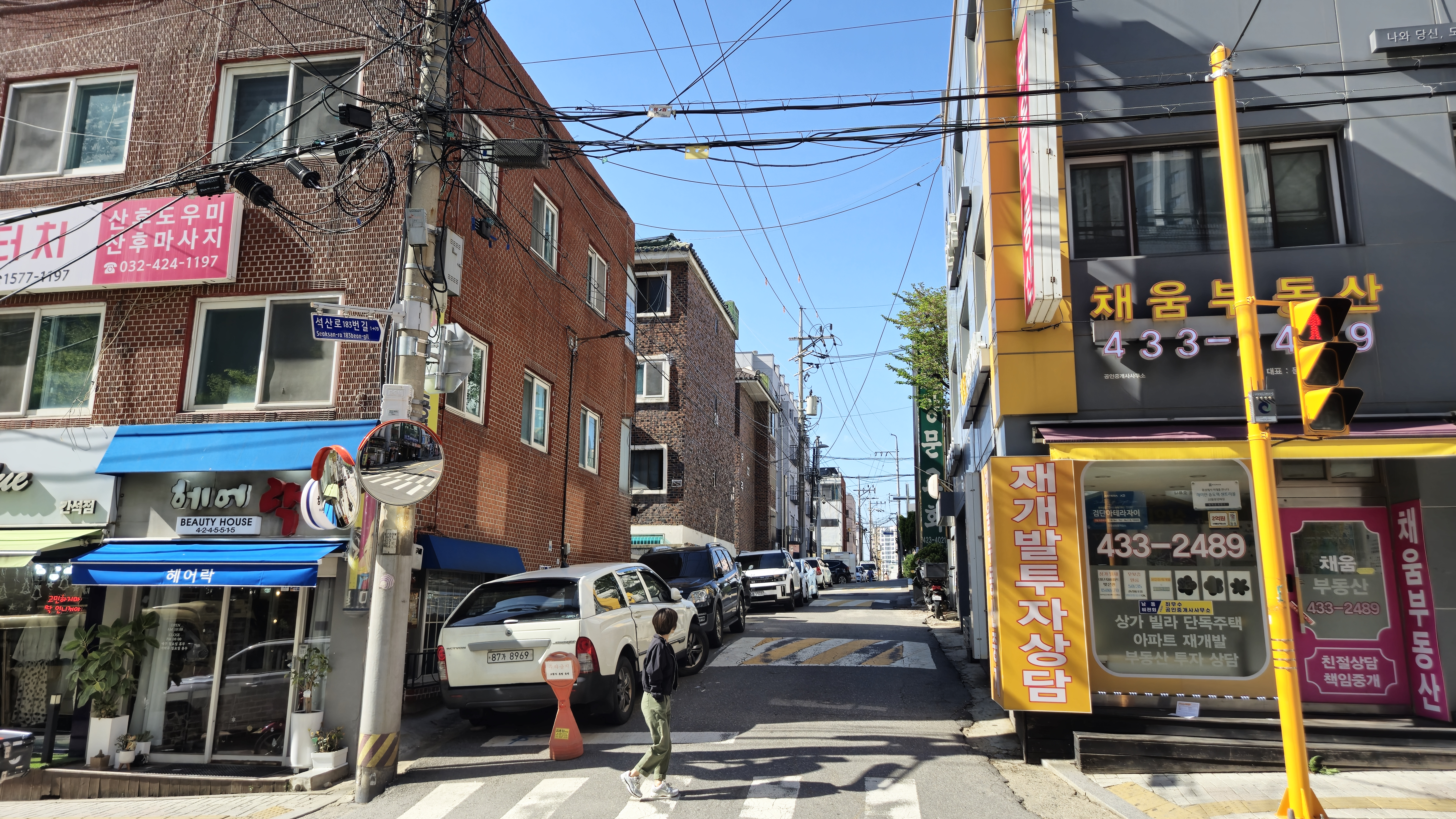
석산로183번길

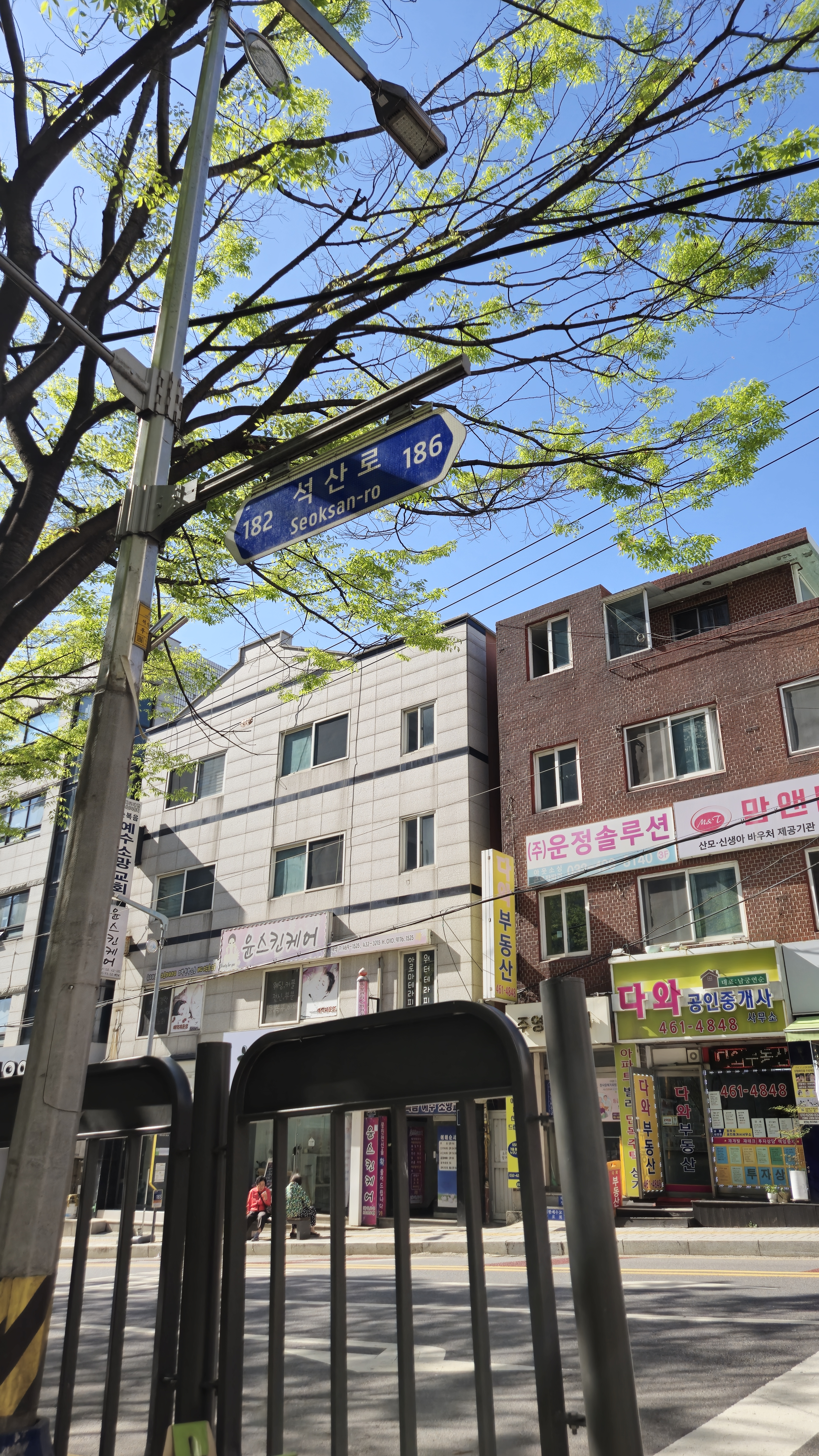
석산로 표지판(용천로 방향)
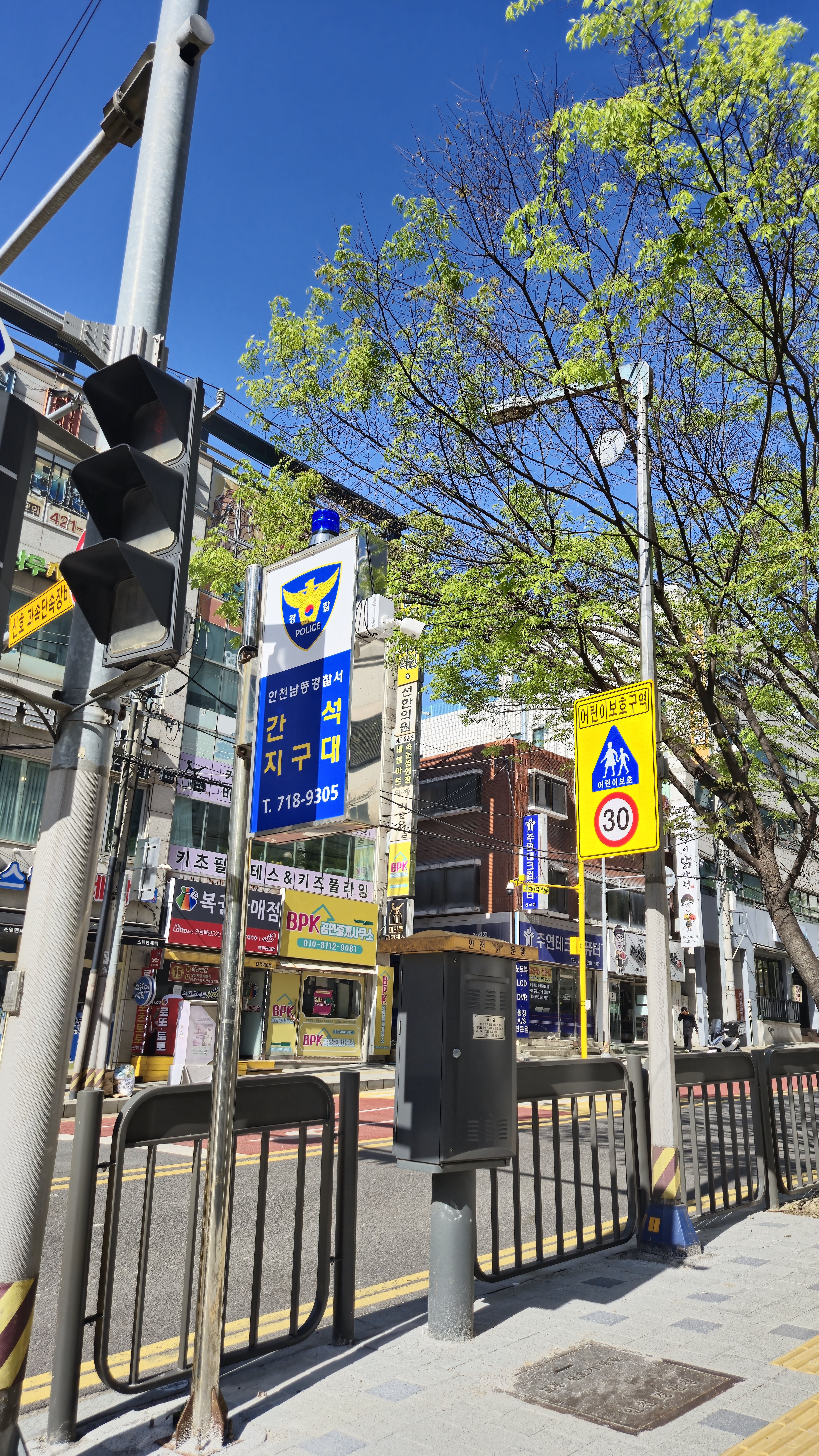
석산로 간석지구대 간판
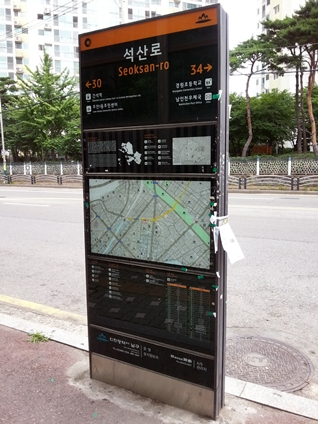
석산로 안내판
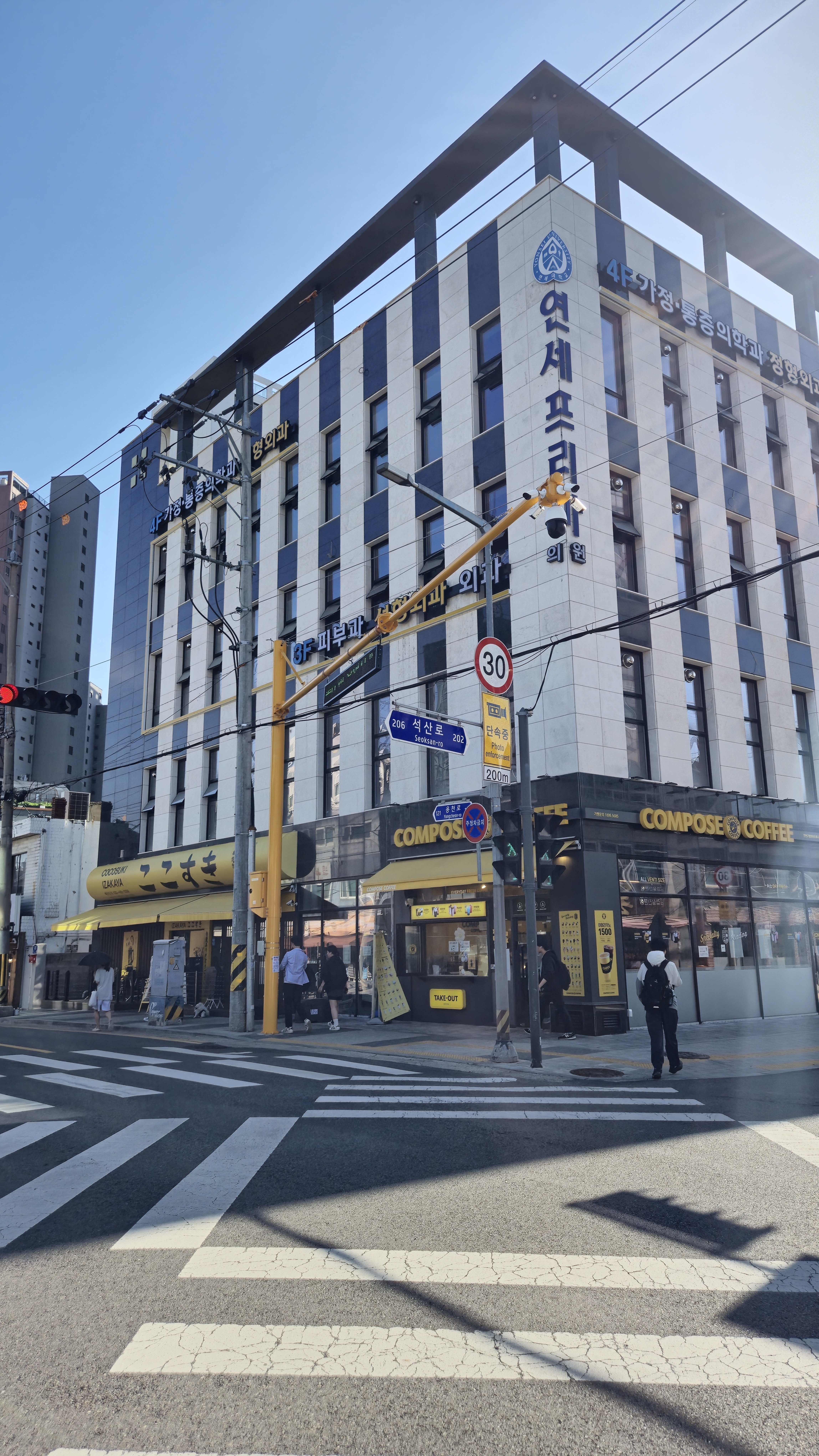
석산로-용천로 교차로
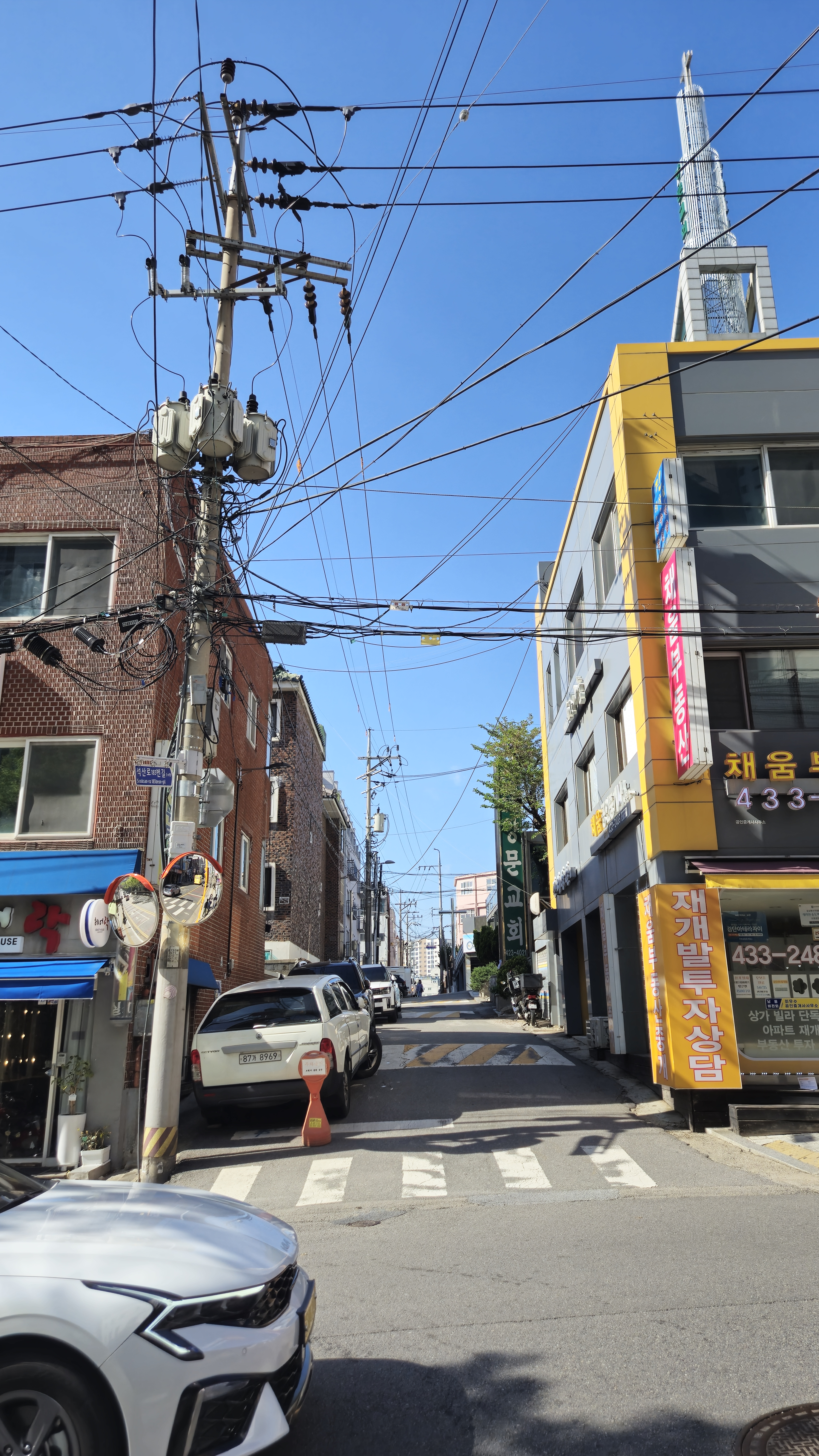
석산로183번길
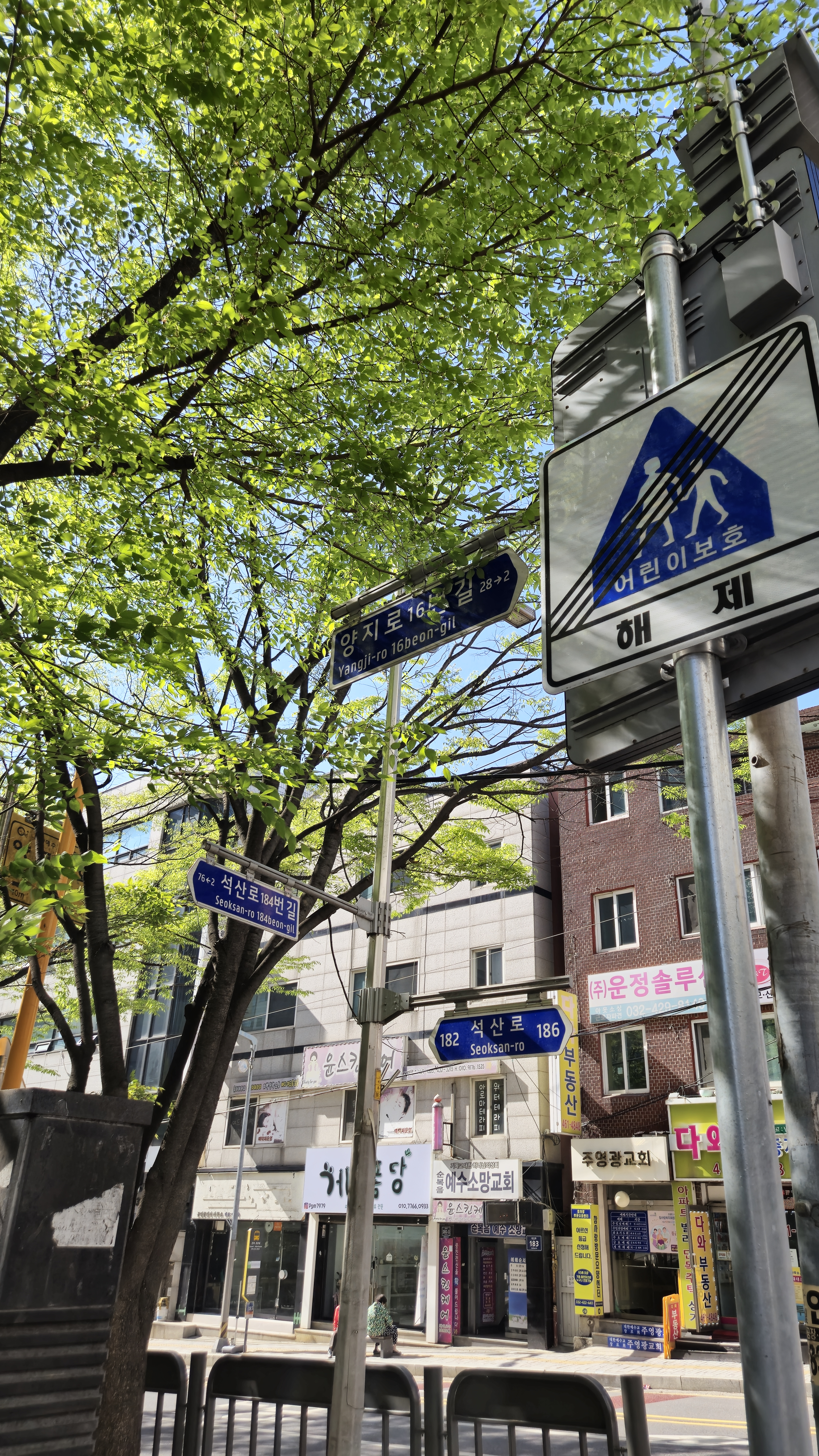
석산로184번길과 석산로, 양지로 안내표지판이 함께 있는 경우